# Alejandro Lamalfa
Alejandro Lamalfa Díaz (Santoña, Cantabria, 1947-Maliaño, Cantabria, 18 de agosto de 2021) fue un médico, político, alcalde de Barruelo de Santullán (1990-2007) y (2011-2015), y senador (1996-2000) español, miembro del Partido Popular (PP).

## Biografía
Nació en la localidad cántabra de Santoña. Estudió medicina en la Universidad de Valladolid. Comenzó a desempeñar su profesión médica en Casarejos (Soria), donde permaneció seis años, hasta que se trasladó a la localidad palentina de Barruelo de Santullán. Allí trabajó como médico 32 años hasta que se jubiló en 2013.
Entre 1996 y 2000 fue senador del Partido Popular (PP) en la VI legislatura, donde intervino en diversas comisiones: Comisión especial de estudios sobte la eutanasia; Comisión de asuntos iberoamericanos; Comisión sobre Artes escénicas, musicales y audiovisuales Asuntos Sociales; Comisión especial sobre la manipulación genética con fines de producción de alimentos.
Fue alcalde de Barruelo de Santullán durante veintiún años (1990-2007) y (2011-2015).
Casado con Mª del Carmen Gil La Red y padre de tres hijos: Mercedes, Eva María y Alejandro.